# Motacilla
Motacilla es un género de aves paseriformes perteneciente a la familia Motacillidae. Sus miembros son denominados comúnmente llamados lavanderas. Son pájaros que se caracterizan por tener colas largas que agitan arriba y abajo con frecuencia, lo que motiva el nombre científico del género, y su la familia, que proviene del latín mota, «mover», y cilla, que significa «cola». 
El abanico lavandera es un ave de tamaño y coloración similares a la lavandera japonesa, pero no está relacionada con este género, ya que pertenece a la familia Rhipiduridae.

## Características
Las lavanderas son delgadas y a menudo coloridas. Son insectívoros que se alimentan del suelo en el campo abierto del Viejo Mundo. Anidan en el suelo, donde ponen hasta seis huevos manchados. Entre sus comportamientos más particulares está la sacudida casi constante de su cola, una característica que le ha dado a las aves su nombre científico. A pesar de lo común del comportamiento y de las observaciones del mismo, las razones por las que lo hacen se entienden muy poco. Se ha sugerido que puede obligar a la presa a revelar su ubicación, o podría ser una señal de sumisión ante otras lavanderas. Estudios recientes han sugerido que puede ser una señal de vigilia que puede ayudar a desalentar depredadores potenciales.

## Taxonomía
En principio, las lavanderas parecen estar divididas en un grupo de vientre amarillo y uno de vientre blanco, o uno con la parte superior de la cabeza en negro, y el otro gris; pero también puede ser verde olivo, amarillo, o de otro color. Sin embargo, estos no son los linajes evolutivos; el cambio del color del vientre y el aumento de melanina han ocurrido independientemente varias veces en las lavanderas, y los patrones de color que indican las verdaderas relaciones son más sutiles.
El citocromo b del ADNmt y los datos de la secuencia de ADN de la subunidad proteínica 2 de la NADH deshidrogenasa (Voelker, 2002) es de uso limitado: confirma la sospecha de que existe una superespecie de unas 3 lavanderas de vientre blanco y garganta negra. Además, existe otra superespecie en el África subsahariana, tres especies de garganta blanca con una línea negra en el torso. Las cinco especies restantes tienen una alta variabilidad morfológica y su relación entre sí y con los otros dos clados no se ha explicado satisfactoriamente en la actualidad.
El origen del género parece estar cerca del área general del este de Siberia/Mongolia. Las lavanderas se esparcieron rápidamente a través de Eurasia y se dispersaron por África en el Zancliense (a principios del Plioceno)
en donde el linaje subsahariano luego se aisló. La lavandera africana (y posiblemente la del Mekong) divergieron antes de la radiación masiva de las formas de vientre blanco y garganta negra, y la mayoría de las formas de vientre amarillo, todas las cuales ocurrieron a finales del Piacenziano (a principios del Plioceno tardío), hace aproximadamente 3 millones de años.
Tres especies son poli- o parafiléticas en el arreglo taxonómico actual, y alguna de las dos subespecies necesita ser reasignadas y/o divididas en especies. La lavandera boyera (también conocida como la lavandera amarilla o lavandera de cabeza azul) ha sido, en especial, una pesadilla taxonómica con más de doce subespecies aceptadas y muchas más subespecies inválidas. Las dos especies "monocromáticas" restantes, la africana y la del Mekong, pueden estar emparentadas, o pueden ser un ejemplo de evolución convergente.
Se conocen lavanderas prehistóricas a partir de fósiles: Motacilla humata y Motacilla major.

## Especies
- Motacilla aguimp Temminck, 1820 — lavandera africana;
- Motacilla alba Linnaeus, 1758 — lavandera blanca;
- Motacilla capensis Linnaeus, 1766 — lavandera de El Cabo;
- Motacilla cinerea Tunstall, 1771 — lavandera cascadeña;
- Motacilla citreola Pallas, 1776 — lavandera cetrina;
- Motacilla clara Sharpe, 1908 — lavandera clara;
- Motacilla flaviventris Hartlaub, 1860 — lavandera malgache;
- Motacilla flava Linnaeus, 1758 — lavandera boyera;
- Motacilla grandis Sharpe, 1885 — lavandera japonesa;
- Motacilla madaraspatensis Gmelin, 1789 — lavandera india;
- Motacilla samveasnae J.W. Duckworth, 2001 — lavandera del Mekong;
- Motacilla tschutschensis Gmelin, 1789 — lavandera de Chukotka.